# Cesare Borgia (film)
Cesare Borgia è un film muto italiano del 1912 diretto da Gerolamo Lo Savio.

## Trama
Cesare Borgia, benché sia un cardinale, innamorato di Rosmarina, bellissima ragazza desiderata anche dal fratello Giovanni, duca di Gandia, senza esitazioni dopo una convocazione in Vaticano fa uccidere e gettare nel Tevere il rivale, pur di ottenere la ragazza. Oltre a pensare ai suoi comodi amorosi, Cesare compie anche molte altre scelleratezze e assassinii di nobili signori amanti di sua sorella Lucrezia e luogotenenti di varie terre al nord della Toscana e al centro dell'Italia, per accrescere il suo potere. Infatti il padre Rodrigo Borgia con l'inganno e la corruzione si è fatto eleggere Papa Alessandro VI e protegge il suo diletto, occultando tutte le prove dei suoi misfatti. Cesare inoltre è anche conosciuto per i suoi rapporti incestuosi con la sorella ed altri membri della famiglia, inclusa Sancha, divenuta governante del regno degli aragonesi del Sud Italia. La figura di Cesare appare come quella di un mostro assetato di sangue e di potere, perfettamente lucido nei suoi piani e capace di gestire un governo tutto suo, tuttavia quando muore il padre egli non avrà alcuna protezione e il nuovo cardinale della famiglia Farnese lo condannerà all'esilio.